# Včelná pod Boubínem
Včelná pod Boubínem (německy Köllne či Kelne) je malá vesnice, část obce Buk v okrese Prachatice v Jihočeském kraji. Nachází se asi 2,5 kilometru jihovýchodně od Buku. Je zde evidováno 41 adres. V roce 2011 zde trvale žilo 34 obyvatel.
Včelná pod Boubínem je také název katastrálního území o rozloze 18,95 km².

## Historie
První písemná zmínka o vesnici pochází z roku 1389.

## Obyvatelstvo
| Rok            | 1869 | 1880 | 1890 | 1900 | 1910 | 1921 | 1930 | 1950 | 1961 | 1970 | 1980 | 1991 | 2001 | 2011 | 2021 |
| -------------- | ---- | ---- | ---- | ---- | ---- | ---- | ---- | ---- | ---- | ---- | ---- | ---- | ---- | ---- | ---- |
| Počet obyvatel | 222  | 289  | 294  | 288  | 265  | 279  | 284  | 132  | 114  | 80   | 75   | 57   | 37   | 34   | 42   |
| Počet domů     | 29   | 34   | 36   | 39   | 38   | 37   | 43   | 39   | 33   | 29   | 24   | 34   | 36   | 39   | 36   |

## Obecní správa
Při sčítání lidu v letech 1850–1920 Včelná pod Boubínem byla osadou obce Šumavské Hoštice v okrese Prachatice. V letech 1921–1960 byla samostatnou obcí, se kterým patřila nejprve do okresu Prachatice, ale v roce 1950 v okrese Vimperk. V letech 1961–1990 byla znovu částí obce Šumavské Hoštice v okrese Prachatice. Od 24. listopadu 1990 je částí obce Buk v okrese Prachatice.

## Pamětihodnosti
- Kaple Panny Marie Karmelské, na návsi (kulturní památka ČR)
- Hora Boubín (1362 metrů) s rozhlednou
- Tzv. Monument, kamenný pomník, připomínající stavbu cesty v polovině 19. století
- NPR Boubínský prales – bukosmrkový prales, chráněný již od roku 1858
- PR Čertova stráň – jedlové porosty na suťovitých svazích údolí Boubínského potoka
- PP Poušť – les s mraveništi